# Abszolút többségi szabály
Az abszolút többségi szabály olyan döntési szabály, amely alatt egy olyan alternatíva kerül kiválasztásra, amelyet a szavazatok több, mint fele támogat. Bináris döntési szabályként egyben ezt használják leggyakrabban döntéshozó testületekben alkalmaznak, beleértve a demokratikus nemzetek törvényhozó testületeit is.
Ellentétben a relatív többségi szavazással, ami alatt alatt azt a választási rendszert értik amelyben minden választónak egy szavazata van és a legtöbb szavazatot szerző jelölt nyer, az abszolút többségi szavazásnak nem csak egy módja van. A legismertebb abszolút többségi választási rendszerek a kétfordulós szavazás és az azonnali többfordulós szavazás (IRV).

## Megkülönböztetés a relatív többségi szabálytól
A törvényhozásban a döntéshozatal különbözik a képviselők megválasztásától, bár a relatív többségi szavazás alatt rendszerett választások eredményét gyakran összetévesztik a többség uralmával. A relatív többségi választások alatt azt az opciót választják, amelyik a legtöbb szavazatot kapott (többet, mint bármely másik, függetlenül attól, hogy átlépték-e az ötven százalékos küszöböt az abszolút többséghez). A relatív többségi szavazás akkor eredményez garantáltan abszolút többségi eredményt, ha csak két jelölt van egy választáson, vagy tágabb értelemben olyan esetekben, amikor csak két választási lehetőség van. Ha azonban kettőnél több alternatíva van, mint legtöbb választáson, akkor gyakran azt a jelöltet választják meg, aki a rá leadott szavazatoknak csak kevesebb mint ötven százalékával rendelkezik.
A relatív többégi szavazás már önmagában leír egy választási rendszert, míg az abszolút többségi szavazásnak számos módja van, amelyek általában megkövetelik, hogyha szükséges, akkor az utolsó körben már csak két alternatíva között lehessen választani. Emiatt végül bár a másik alternatívával szemben mindig abszolút többsége lesz a győztes opciónak, az összes eredeti szavazat között lehetséges, hogy továbbra is csak relatív többségi támogatottságot élvez.
Hasonlóan, az abszolút többség ebben az értelemben nem veszi figyelembe a nem szavazókat, azonban egyes kontextusokban, mint például a parlamenti döntéshozatalban külön elnevezést használnak az összes képviselő közti abszolút többségre és a jelenlevő, érvényesen szavazó és nem tartózkodó képviselők közötti abszolút többségre (amelyet két alternatíva esetén a döntetlent leszámítva az egyik mindenképpen elér). 

## Használat

### Választási rendszerek

#### Egygyőzteses abszolút többségi szavazási rendszerek
- Azonnali többfordulós szavazás (IRV)
- Egyenkénti kieséses szavazás (más néven kimerítő szavazás)
- Kétfordulós szavazás
- Feltételes szavazat (contingent vote) - Azonnali kétfordulós választás preferenciális szavazattal
- Kiegészítő szavazat (supplementary vote) - Azonnali kétfordulós választás 1 kiegészítő szavazattal

#### Többgyőzteses abszolút többségi szavazási rendszerek
- Abszolút többségi blokkszavazás

### Döntéshozatal

#### Törvényhozás
Az abszolút többségi szabályt elterjedten alkalmazzák számos modern nyugati demokráciában. Gyakran használják a jogalkotó és más testületekben, ahol a tanácskozási folyamat során alternatívákat lehet mérlegelni és módosítani mindaddig, amíg a javaslat végső változatát többségi döntéssel elfogadják vagy elutasítják.

#### Népszavazások
A népszavazásokon is általában abszolút többségi döntés születik. A kérdések leggyakrabban binárisak, azaz "igen" és "nem" szavazatokkal lehet érvényesen szavazni, ezek közül (a döntetlen eredményt leszámítva) az egyik szabályszerűen abszolút többséget fog szerezni.

## Tulajdonságok

### May tétele
Kenneth May szerint az (abszolút) többségi szabály az egyetlen észszerű döntési szabály, amely "tisztességes", vagyis nem előnyben részesíti a választókat azzal, hogy egyes szavazatokat nagyobb befolyással számít, vagy előnyben részesít egy alternatívát azzal, hogy kevesebb szavazatot igényel annak elfogadásához. Formálisabban fogalmazva a többségi szabály az egyetlen bináris döntési szabály, amely a következő tulajdonságokkal rendelkezik: 
- Méltányosság: Ez további két tulajdonságra osztható:
  - Anonimitás: A döntési szabály minden választót azonosan kezel. A többségi szabály alkalmazásakor mindegy, hogy ki szavaz; sőt a választó személyét nem is kell tudni.
  - Semlegesség: A döntési szabály minden alternatívát egyformán kezel. Ez ellentétben áll a minősített többségi szabályokkal, amelyek lehetővé teszik, hogy egy kevesebb szavazatot kapott alternatíva nyerjen.
- Döntőképesség: A döntési szabály egyedi nyertest választ ki.
- Monotonitás: A döntési szabály mindig azt az alternatívát választja, amelyet a választó preferált, ha a választó megváltoztatja a preferenciát, ha az az alternatíva nyert volna a preferencia megváltoztatása előtt. Hasonlóképpen, a döntési szabály soha, ha egy választó megváltoztatna egy preferenciát, soha nem választana olyan jelöltet, amelyet a választó nem preferált, ha ez az alternatíva nem nyert volna a preferencia megváltoztatása előtt.

Szigorúan véve, a többségi uralom csak akkor felel meg ezeknek a kritériumoknak, ha a szavazók száma páratlan vagy végtelen. Ha a szavazók száma páros, akkor esély van a döntetlenre, és így a semlegesség kritériuma nem teljesül. Sok tanácskozó testület csökkenti egy-egy résztvevő szavazati kapacitását – nevezetesen, csak a döntetlenek esetében engedik meg az elnöknek, hogy szavazzon. Ez a teljes anonimitás elvesztésével helyettesíti a semlegesség elvesztését.

### Egyéb tulajdonságok
A csoportos döntéshozatalban lehetőség nyílik szavazási paradoxon kialakulására. Vagyis lehetséges, hogy vannak olyan a, b és c alternatívák, aminél a többség a-t részesíti előnyben b-vel szemben, egy másik többség inkább b-t, mint c-t, egy másik többség pedig c-t a-val szemben. Mivel a többségi uralom megköveteli, hogy az alternatíva csak többségi támogatást érjen el, a többségi uralom alá tartozó többség különösen ki van téve a döntése megsemmisítésének. (Az ilyen ciklust (szavazási paradoxont) képező alternatívák minimális száma 3, ha a szavazók száma eltér 4-től, mert a többségi szabály Nakamura-száma 3. A szupertöbbségi szabályok esetében ez a minimális szám gyakran nagyobb, mert a Nakamura szám gyakran nagyobb.)

## Fordítás
Ez a szócikk részben vagy egészben  a   Majority rule című angol Wikipédia-szócikk ezen változatának fordításán alapul.  Az eredeti cikk szerkesztőit annak laptörténete sorolja fel. Ez a jelzés csupán a megfogalmazás eredetét és a szerzői jogokat jelzi, nem szolgál a cikkben szereplő információk forrásmegjelöléseként.